# Mad’House
Mad'House ist der Name eines ehemaligen französisch-niederländischen Dance-Projekts. Es wurde von den beiden DJs Bambi Mukendi und Stéphane Durand ins Leben gerufen. Zur Verstärkung wurde die türkischstämmige Sängerin Buse Ünlü gewonnen. Der Name bildet sich aus der Abkürzung für Madonna (Mad) und Housemusik.

## Geschichte
Die erste gemeinsame Aufnahme, eine Coverversion von Madonnas Klassiker Like a Prayer aus dem Jahr 1989, basiert auf einem Bootleg, der durch die Clubs in Europa kursierte. Nach der kommerziellen Veröffentlichung im Frühjahr 2002 drang die Single in zahlreichen europäischen Ländern in die Spitzenpositionen der Hitparaden vor. (Zwei weitere Versionen des Songs, die auf demselben Bootleg basieren, waren ebenfalls in den Charts vertreten.)
Nach diesem Erfolg verfolgten die Produzenten von Mad’House das Konzept weiter und veröffentlichten weitere Coverversionen der Madonna-Hits Holiday und Like a Virgin als Single. Schließlich erschien im Herbst 2002 das Debütalbum Absolutely Mad mit weiteren Madonna-Covern. Das Konzept war zu diesem Zeitpunkt jedoch schon abgenutzt, so dass sich das Album kaum verkaufte und keine weiteren Veröffentlichungen mehr folgten. Die Band wird zu den One-Hit-Wonders gezählt.

## Diskografie

### Studioalben
| Jahr | Titel          | Höchstplatzierung, Gesamtwochen, AuszeichnungChartplatzierungen (Jahr, Titel, Platzierungen, Wochen, Auszeichnungen, Anmerkungen) | Höchstplatzierung, Gesamtwochen, AuszeichnungChartplatzierungen (Jahr, Titel, Platzierungen, Wochen, Auszeichnungen, Anmerkungen) | Höchstplatzierung, Gesamtwochen, AuszeichnungChartplatzierungen (Jahr, Titel, Platzierungen, Wochen, Auszeichnungen, Anmerkungen) | Höchstplatzierung, Gesamtwochen, AuszeichnungChartplatzierungen (Jahr, Titel, Platzierungen, Wochen, Auszeichnungen, Anmerkungen) | Höchstplatzierung, Gesamtwochen, AuszeichnungChartplatzierungen (Jahr, Titel, Platzierungen, Wochen, Auszeichnungen, Anmerkungen) | Anmerkungen                         |
| Jahr | Titel          | FR | DE | AT | CH | UK | Anmerkungen                         |
| ---- | -------------- | --- | --- | --- | --- | --- | ----------------------------------- |
| 2002 | Absolutely Mad | FR3 ×2Doppelgold · (22 Wo.)FR | DE12 (6 Wo.)DE | AT13 (9 Wo.)AT | CH12 (14 Wo.)CH | UK57 (1 Wo.)UK | Erstveröffentlichung: 24. Juni 2002 |

### Singles
| Jahr | Titel Album                  | Höchstplatzierung, Gesamtwochen, AuszeichnungChartplatzierungen (Jahr, Titel, Album, Platzierungen, Wochen, Auszeichnungen, Anmerkungen) | Höchstplatzierung, Gesamtwochen, AuszeichnungChartplatzierungen (Jahr, Titel, Album, Platzierungen, Wochen, Auszeichnungen, Anmerkungen) | Höchstplatzierung, Gesamtwochen, AuszeichnungChartplatzierungen (Jahr, Titel, Album, Platzierungen, Wochen, Auszeichnungen, Anmerkungen) | Höchstplatzierung, Gesamtwochen, AuszeichnungChartplatzierungen (Jahr, Titel, Album, Platzierungen, Wochen, Auszeichnungen, Anmerkungen) | Höchstplatzierung, Gesamtwochen, AuszeichnungChartplatzierungen (Jahr, Titel, Album, Platzierungen, Wochen, Auszeichnungen, Anmerkungen) | Anmerkungen                              |
| Jahr | Titel Album                  | FR | DE | AT | CH | UK | Anmerkungen                              |
| ---- | ---------------------------- | --- | --- | --- | --- | --- | ---------------------------------------- |
| 2002 | Like a Prayer Absolutely Mad | FR5 Gold · (31 Wo.)FR | DE1 Gold · (16 Wo.)DE | AT1 Gold · (20 Wo.)AT | CH2 (23 Wo.)CH | UK3 (11 Wo.)UK | Erstveröffentlichung: 18. März 2002      |
| 2002 | Holiday Absolutely Mad       | FR10 Silber · (18 Wo.)FR | DE23 (8 Wo.)DE | AT19 (12 Wo.)AT | CH18 (14 Wo.)CH | UK24 (3 Wo.)UK | Erstveröffentlichung: 3. Juni 2002       |
| 2002 | Like a Virgin Absolutely Mad | FR55 (8 Wo.)FR | DE67 (3 Wo.)DE | AT55 (4 Wo.)AT | CH98 (1 Wo.)CH | — | Erstveröffentlichung: 16. September 2002 |

## Auszeichnungen für Musikverkäufe
| Goldene Schallplatte - Schweden - 2002: für die Single Like a Prayer | Platin-Schallplatte - Belgien - 2002: für die Single Like a Prayer |

Anmerkung: Auszeichnungen in Ländern aus den Charttabellen bzw. Chartboxen sind in ebendiesen zu finden.
| Land/RegionAuszeichnungen für Musikverkäufe (Land/Region, Auszeichnungen, Verkäufe, Quellen) | Silber  | Gold     | Platin  | Verkäufe | Quellen              |
| -------------------------------------------------------------------------------------------- | ------- | -------- | ------- | -------- | -------------------- |
| Belgien (BRMA)                                                                               | —       | —        | Platin1 | 50.000   | ultratop.be          |
| Deutschland (BVMI)                                                                           | —       | Gold1    | —       | 250.000  | musikindustrie.de    |
| Frankreich (SNEP)                                                                            | Silber1 | 3× Gold3 | —       | 575.000  | infodisc.fr          |
| Schweden (IFPI)                                                                              | —       | Gold1    | —       | 15.000   | sverigetopplistan.se |
| Österreich (IFPI)                                                                            | —       | Gold1    | —       | 20.000   | ifpi.at              |
| Insgesamt                                                                                    | Silber1 | 6× Gold6 | Platin1 |          |                      |